# مويسيس كوستا فيريرا
مويسيس كوستا فيريرا (22 أكتوبر 1990 في البرتغال - ) هو لاعب كرة قدم برتغالي في مركز الهجوم. لعب مع نادي فيتوريا سيتوبال وأتلتيكو كاسا بيا وSertanense F.C. ‏ وS.C. Mineiro Aljustrelense ‏.

## وصلات خارجية
- مويسيس كوستا فيريرا على موقع Soccerway.com (الإنجليزية)